# Huernia concinna
Huernia concinna är en oleanderväxtart som beskrevs av Nicholas Edward Brown. Huernia concinna ingår i släktet Huernia och familjen oleanderväxter. Inga underarter finns listade i Catalogue of Life.